# Muhlenbergia crispiseta
Muhlenbergia crispiseta là một loài thực vật có hoa trong họ Hòa thảo. Loài này được Hitchc. mô tả khoa học đầu tiên năm 1935.